# Корналето (Кремона)
Корналето је насеље у Италији у округу Кремона, региону Ломбардија.
Према процени из 2011. у насељу је живело 326 становника. Насеље се налази на надморској висини од 60 м.